# 内村と相棒
『内村と相棒』（うちむらとあいぼう）は、フジテレビ系列で2023年4月12日から9月20日まで毎週水曜深夜に放送されていたバラエティ番組。内村光良（ウッチャンナンチャン）の冠番組。

## 概要
フジテレビの若手ディレクターが内村光良の"新たな相棒"になるべくタッグを組んで、様々な企画を手掛けるバラエティ番組。
2022年11月に『日曜スペシャル』で放送された特番を経て、2023年4月から水曜深夜枠〈水曜RISE!〉でレギュラー化された。放送時間は毎週水曜24:25 - 24:55と固定されているが、フジテレビの編成によっては時間が繰り下がる場合がある。
なお、内村は8年半に渡りフジテレビの月曜20時台を担当していたが、『あしたの内村!!』の終了に伴い深夜枠に移動となった。9月20日を以って終了。内村は同年10月から開始した『土曜RISE!「チャンハウス」』に引き続き出演している。

## 出演者
- 内村光良
- 長谷川忍（シソンヌ）
- 佐藤栞里

## 主な企画
内村芸能人ミュージアム
まだ記念館やミュージアムが作られていない芸能人にスポットを当てて、1日限りのミュージアムを作る企画。
響け!!ソングライターズ
芸能人が思いを伝えたい相手に向けて楽曲制作をする音楽バラエティ企画。
内村チャーハン食堂
中華料理店を任された内村料理長がチャーハン作りに奮闘しながら、来店するゲストとトークをする企画。

## 放送リスト

### 単発スペシャル版
| 回 | 放送日          | 企画                             | ゲスト                                                                              | 企画・演出 | 備考                                                 |
| -- | --------------- | -------------------------------- | ----------------------------------------------------------------------------------- | ---------- | ---------------------------------------------------- |
| 0  | 2022年 11月20日 | 内村芸能人ミュージアム           | 展示ゲスト：梅沢富美男 お客様（見届け人）：向井慧（パンサー）                       | 大村昂平   | 『日曜スペシャル』枠として日曜 16:00 - 17:20に放送。 |
| 0  | 2022年 11月20日 | 名曲誕生!?誰でもソングライターズ | 音楽の先生：小渕健太郎（コブクロ） ソングライターズ：清水ミチコ、どぶろっく、きつね | 川上惇     | 『日曜スペシャル』枠として日曜 16:00 - 17:20に放送。 |
| 0  | 2022年 11月20日 | 内村と棒                         | （なし）                                                                            | 原田和実   | 『日曜スペシャル』枠として日曜 16:00 - 17:20に放送。 |

### レギュラー版
| 回 | 放送日        | 企画                   | ゲスト | 企画・演出 | 備考                                                                             |
| -- | ------------- | ---------------------- | --- | ---------- | -------------------------------------------------------------------------------- |
| 1  | 2023年4月13日 | 内村芸能人ミュージアム | 展示ゲスト：長谷川忍（シソンヌ） お客様（見届け人）：高山一実、山添寛（相席スタート） VTR出演：おおともりゅうじ、山本舞香、向井康二（Snow Man）                                          | 大村昂平   |                                                                                  |
| 2  | 4月20日       | 内村芸能人ミュージアム | 展示ゲスト：長谷川忍（シソンヌ） お客様（見届け人）：高山一実、山添寛（相席スタート） VTR出演：おおともりゅうじ、山本舞香、向井康二（Snow Man）                                          | 大村昂平   |                                                                                  |
| 3  | 4月27日       | 響け!!ソングライターズ | 音楽の先生：miwa ソングライターズ：テツandトモ、野呂佳代、猪狩蒼弥（HiHi Jets）、作間龍斗（HiHi Jets）、羽田圭介 想いを届けたいゲスト：宇梶剛士（スタジオのみ）、大島優子（VTR出演のみ） | 川上惇     |                                                                                  |
| 4  | 5月4日        | 響け!!ソングライターズ | 音楽の先生：miwa ソングライターズ：テツandトモ、野呂佳代、猪狩蒼弥（HiHi Jets）、作間龍斗（HiHi Jets）、羽田圭介 想いを届けたいゲスト：宇梶剛士（スタジオのみ）、大島優子（VTR出演のみ） | 川上惇     |                                                                                  |
| 5  | 5月11日       | 内村芸能人ミュージアム | 展示ゲスト：梅沢富美男 お客様（見届け人）：向井慧（パンサー） | 大村昂平   | 2022年11月20日放送の再編集版。未公開シーンあり。                                 |
| 6  | 5月18日       | 内村チャーハン食堂     | お客様（ゲスト）：春日俊彰（オードリー）、関根和久（そっくり館キサラ・元店長）、TAIGA、バーモント秀樹、木村たいぞう、モリタク!&河口こうへい となりの料理長：あまこさん                   | 川上惇     |                                                                                  |
| 7  | 5月25日       | 内村チャーハン食堂     | お客様（ゲスト）：高地優吾（SixTONES）、レイザーラモンRG（レイザーラモン） となりの料理長：あまこさん ニュースキャスター：山本賢太（フジテレビアナウンサー）                             | 川上惇     |                                                                                  |
| 8  | 6月1日        | 内村芸能人ミュージアム | 展示ゲスト：若槻千夏 お客様（見届け人）：柴田英嗣（アンタッチャブル）、大橋和也（なにわ男子）                                                                                            | 大村昂平   |                                                                                  |
| 9  | 6月8日        | 内村芸能人ミュージアム | 展示ゲスト：若槻千夏 お客様（見届け人）：柴田英嗣（アンタッチャブル）、大橋和也（なにわ男子）                                                                                            | 大村昂平   |                                                                                  |
| 10 | 6月15日       | 内村芸能人ミュージアム | 展示ゲスト：尾形貴弘（パンサー） お客様（見届け人）：藤本敏史（FUJIWARA）、吉村崇（平成ノブシコブシ）                                                                                    | 大村昂平   |                                                                                  |
| 11 | 6月22日       | 内村芸能人ミュージアム | 展示ゲスト：尾形貴弘（パンサー） お客様（見届け人）：藤本敏史（FUJIWARA）、吉村崇（平成ノブシコブシ）                                                                                    | 大村昂平   |                                                                                  |
| 12 | 6月29日       | 響け!!ソングライターズ | ソングライターズ：野呂佳代 | 川上惇     | その先のアナザーストーリーズSP                                                   |
| 13 | 7月6日        | 内村チャーハン食堂     | お客様（ゲスト）：タイムマシーン3号、宮下兼史鷹（宮下草薙） となりの料理長：あまこさん                                                                                                   | 川上惇     |                                                                                  |
| 14 | 7月13日       | 内村チャーハン食堂     | お客様（ゲスト）：高橋真麻、川田裕美 となりの料理長：あまこさん | 川上惇     |                                                                                  |
| 15 | 7月20日       | 内村芸能人ミュージアム | 展示ゲスト：とにかく明るい安村 お客様（見届け人）：吉村崇（平成ノブシコブシ）、松村沙友理                                                                                                | 大村昂平   |                                                                                  |
| 16 | 7月27日       | 内村芸能人ミュージアム | 展示ゲスト：とにかく明るい安村 お客様（見届け人）：吉村崇（平成ノブシコブシ）、松村沙友理                                                                                                | 大村昂平   |                                                                                  |
| 17 | 8月3日        | 内村チャーハン食堂     | お客様（ゲスト）：滝沢カレン、川原克己（天竺鼠）、ランジャタイ となりの料理長：あまこさん                                                                                                | 川上惇     |                                                                                  |
| 18 | 8月10日       | 響け!!ソングライターズ | 音楽の先生：小渕健太郎（コブクロ） ソングライターズ：どぶろっく、尾上右近、大島由香里、豊ノ島 想いを届けたいゲスト：大久保嘉人（スタジオのみ）、中村莟玉（VTR出演のみ）                  | 川上惇     |                                                                                  |
| 19 | 8月17日       | 響け!!ソングライターズ | 音楽の先生：小渕健太郎（コブクロ） ソングライターズ：どぶろっく、尾上右近、大島由香里、豊ノ島 想いを届けたいゲスト：大久保嘉人（スタジオのみ）、中村莟玉（VTR出演のみ）                  | 川上惇     |                                                                                  |
| 20 | 8月24日       | 内村芸能人ミュージアム | 展示ゲスト：ぼる塾 お客様（見届け人）：田中卓志（アンガールズ）、神尾楓珠 | 大村昂平   |                                                                                  |
| 21 | 8月31日       | 内村芸能人ミュージアム | 展示ゲスト：ぼる塾 お客様（見届け人）：田中卓志（アンガールズ）、神尾楓珠 | 大村昂平   |                                                                                  |
| 22 | 9月7日        | 内村チャーハン食堂     | お客様（ゲスト）：新垣隆、小籔千豊、荒川（エルフ）、イワクラ（蛙亭） となりの料理長：あまこさん                                                                                          | 川上惇     |                                                                                  |
| 23 | 9月14日       | 内村チャーハン食堂     | お客様（ゲスト）：新垣隆、小籔千豊、荒川（エルフ）、イワクラ（蛙亭） となりの料理長：あまこさん                                                                                          | 川上惇     |                                                                                  |
| 24 | 9月21日       | 内村芸能人ミュージアム | （なし） | -          | レギュラー放送最終回。過去放送された展示物の保管か破棄をレギュラー陣が相談した。 |

## スタッフ

### レギュラー版
- 構成：樅野太紀、大井洋一、袖ヶ浦正三、林田晋一、北健一郎【内村芸能人ミュージアム】/竹村武司、西村英樹【響け!!ソングライターズ・内村チャーハン食堂】
- ナレーション：川野良子（フジテレビアナウンサー）【内村芸能人ミュージアム】/三村ロンド【響け!!ソングライターズ・内村チャーハン食堂】
- TP：斉藤伸介（フジテレビ）
- TM：高瀬義美
- SW：宮崎健司、小川利行
- CAM：遠藤俊洋、中島佑馬（中島→フジテレビ）
- VE：武田和浩
- 音声：松本良道
- 照明：安藤雄郎、紙透貴仁
- 美術プロデューサー：副島翔太郎（フジテレビ）
- デザイン：永井達也・小濱まほろ（共にフジテレビ）
- アートコーディネーター：西嶋友里
- 大道具：裏隠居徹、永沼朋香
- 装飾：高祖朋代
- アクリル装飾：鈴木竜、崎野美咲
- 電飾：桑島亮太、富谷聡
- マルチ：西脇正則、吉田碧
- メイク：山田かつら
- スタイリスト：三島和也
- リサーチ：フォーミュレーション
- 編集：中島史雄【内村芸能人ミュージアム】/葉柴栄次、立畑舞【響け!!ソングライターズ・内村チャーハン食堂】
- MA：宮本将希【内村芸能人ミュージアム】/吉田肇【響け!!ソングライターズ・内村チャーハン食堂】
- 音響効果：高津浩史
- CG：The King Maker
- 料理監修：あまこようこ【内村チャーハン食堂】
- イラスト：グレートインターナショナル、江原ノブヒロ
- 技術協力：ニューテレス、fmt、共同テレビ、マルチバックス、TUBE(東京チューブ)、東京オフラインセンター
- 協力：ハーフトーンミュージック、hank【響け!!ソングライターズ】
- 音楽監修：清水俊也【響け!!ソングライターズ】
- 音楽コーディネート：大滝拓見【響け!!ソングライターズ】
- 編成：浅野翔太郎（フジテレビ）
- 広報：齋田悠（フジテレビ）
- TK：水越理恵
- デスク：安藤萌々香
- FD：菊池弘基（フジテレビ）
- ディレクター：吉田直也、本田哲也、齋藤ノエル龍佑（クラフト）、中里翔太（エスエスシステム）【内村芸能人ミュージアム】/林千恵子（林→ソングライターズのみ）、花輪研斗（E&W）、廣井敦【響け!!ソングライターズ・内村チャーハン食堂】
- プロデューサー：小原佑斗（SION）【内村芸能人ミュージアム】/岩田恵（クリエイターズボックス）、貞本有紀（ザ・スピングラス、貞本→ソングライターズのみ）【響け!!ソングライターズ・内村チャーハン食堂】/林夏姫
- GP：佐久間茂（フジテレビ）
- チーフディレクター：本田学（SION）【内村芸能人ミュージアム】/林千恵子【内村チャーハン食堂】
- 演出：大村昂平（フジテレビ）【内村芸能人ミュージアム】/川上惇【響け!!ソングライターズ・内村チャーハン食堂】
- チーフプロデューサー：堀川香奈（フジテレビ）
- 制作協力：SION【内村芸能人ミュージアム】
- 制作：フジテレビ編成制作局バラエティー制作センター
- 制作著作：フジテレビ

### パイロット版
- ナレーション：川野良子・立本信吾（共にフジテレビアナウンサー）
- TP：斉藤伸介（フジテレビ）
- TD：高瀬義美
- SW：小川利行
- CAM：遠藤俊洋、高瀬和彦（高瀬→フジテレビ）
- VE：高橋正直
- 音声：松原瑞貴、松本良道
- 照明：安藤雄郎、紙透貴仁
- 美術プロデューサー：副島翔太郎（フジテレビ）
- デザイン：永井達也・小濱まほろ（共にフジテレビ）
- アートコーディネーター：西嶋友里
- 大道具：裏隠居徹、杉本孝宏、三田部義広
- 装飾：高祖朋代
- アクリル装飾：鈴木竜、崎野実咲
- 電飾：桑島亮太、富谷聡
- 特殊効果：仁井田真希
- メイク：山田かつら
- マルチ：吉田碧
- 編集：中島史雄、山田健太郎
- MA：吉田肇
- 音響効果：高津浩史
- スタイリスト：三島和也
- CG：The King Maker
- イラスト：グレートインターナショナル、江原ノブヒロ
- 衣裳協力：CROWDED CLOSET、MIYUKI
- 技術協力：ニューテレス、fmt、ENOstudio、casinodrive、TUBE(東京チューブ)、東京オフラインセンター
- 協力：毎日新聞社、アフロ、(公財)東京動物園協会
- 編成：浅野翔太郎（フジテレビ）
- 広報：藏内紗季子（フジテレビ）
- TK：水越理恵
- デスク：筒井さより
- FD：菊池弘基（フジテレビ）、河内山祐輝、越智拓碧
- AP：二宮幸平（フジテレビ）
- ＜内村芸能人ミュージアム＞
  - 構成：樅野太紀、大井洋一、谷口マサヒト、北健一郎
  - ディレクター：本田学（SION）、吉田直也
  - プロデューサー：伊藤康一（SION）、倉科知美（フジテレビ）
  - 制作協力：SION
  - 企画・演出：大村昂平（フジテレビ）
- ＜名曲誕生!?誰でもソングライターズ＞
  - 構成：竹村武司、西村英樹
  - 音楽監修：清水俊也
  - 音楽コーディネート：大滝拓見
  - 協力：ハーフトーンミュージック、hank
  - ディレクター：林千恵子、花輪研斗（E&W）
  - プロデューサー：岩田恵（クリエイターズボックス）
  - 企画・演出：川上惇（フジテレビ）
- ＜内村と棒＞
  - 構成：竹村武司、さかもと良助、舛永知也
  - ディレクター：斎藤ノエル龍佑（クラフト）
  - 企画・演出：原田和実（フジテレビ）
- チーフプロデューサー：堀川香奈（フジテレビ）
- 制作：フジテレビ編成制作局バラエティー制作センター
- 制作著作：フジテレビ